# Noel Cantwell
 Der er for få eller ingen kildehenvisninger i denne artikel, hvilket er et problem. Du kan hjælpe ved at angive troværdige kilder til de påstande, som fremføres i artiklen.

Noel Euchuria Cornelius Cantwell (28. februar 1932 – 8. september 2005 i Cork i Irland) var en irsk fodbold- og cricketspiller. Han er mest kendt for sin tid som fodboldspiller og træner for West Ham og Manchester United.  
Som spiller og kaptajn for West Ham, gjorde han at klubben blev rykket op til 1. division i 1958, hvor de sidst havde spillet i sæsonen 1931-32. Han blev købt af Manchester United i november 1960, og hvor vandt han FA-cupen i 1963 som kaptajn, samt to ligamesterskaber i 1965 og i 1967. Han var også formand i den engelske spillerforening i en periode.
Som cricketspiller spillede han på et internationalt niveau, og han spillede fem gange på det irske cricketlandshold. 
Noel Cantwell døde 72 år gammel den 8. september 2005, efter at have tabt kampen mod kræft. 